# Eris quod sum
Eris Quod Sum es el séptimo episodio de la tercera temporada de la serie de televisión estadounidense, Héroes.

## Argumento
Claire está en su hogar solo para encontrar ahí, a nada más y nada menos, que a Elle Bishop esperándola. Ésta, en un principio, se muestra muy agresiva pero luego de ser electrocutada por Lyle, ella le asegura que lo único que vino hacer es controlar mejor sus poderes ya que ella se electrocuta constantemente y Claire llega a un acuerdo con ella para ir a Pinehearts para saber con exactitud lo que sucede. Durante su viaje, Elle comienza a manifestar su habilidad, casi causando el choque del avión en el que viajaban aunque logran evitarlo transmitiéndole la electricidad a Claire. 
Peter esta inconsciente y su padre está al lado de la camilla, donde este le dice que porque hace semejantes actos se vio en la obligación de quitarle sus poderes. Arthur le advierte a Peter de tratar de escapar y Peter se niega a reconocerlo y se marcha. Más tarde llega con Mohinder Suresh para hacerle experimentos. En ese momento Sylar aparece y libera a Peter ocasionando que Mohinder tenga la oportunidad perfecta de dejar inconsciente a Sylar. Peter se marcha si él.
Más tarde, Arthur le afirma a Sylar que su madre intentó asesinarlo ocasionando que se vea en la obligación de ponerlo en adopción. Sylar, completamente deprimido, va en busca de Peter, quien le dice que deben salir de ahí rápido y Sylar usa su telequinesis arrojándolo de un edificio. Claire y Elle observan la situación y van en su ayuda, pero Elle, desesperada por el control de su habilidad, se separa del grupo y Peter le afirma a Claire que necesita que lo lleven a su apartamento.
Nathan y Tracy están tratando de razonar con Mohinder (minutos antes) pero este intenta atacarlos y Tracy logra intimidarlo con su habilidad congelante; entonces, Mohinder se va de ese lugar con Maya. Más tarde, Tracy intenta liberar a las víctimas de Mohinder en sus capullos, pero casi es estrangulada por la propia víctima. Entonces, Noah y Meredith llegan y, una vez ahí, Nathan recibe la llamada de Peter completamente malherido y le dice que se vean en el lugar de siempre y cuando lo hacen, Peter le dice que su padre está vivo y Nathan decide ir con Tracy a ver a Arhtur.
Mohinder consigue que Arthur despoje a Maya Herrera de sus poderes y una vez que lo hace, Maya le dice que desea confiar en Mohinder otra vez, pero que no puede y ella se va.
Mientras, Matt y Daphne se vuelven a encontrar, pero Daphne le asegura a Matt que debe matarlo a órdenes de Arthur. Matt le dice que no es necesario que lo haga y Daphne le dice que debe y que el último que enfrentó a Arthur terminó muerto. Una vez que le perdona a Matt la vida, le dice que Maury acabó muerto por Arthur y juntos deciden ayudar a Angela.
Hiro se niega a cumplir una tarea de Usutu, quien le dice que debe ir al pasado, pero éste se niega. Usutu le da a Hiro una mezcla que ocasiona que entre en una especie de trance.